# Polyipnus laternatus
Polyipnus laternatus és una espècie de peix pertanyent a la família dels esternoptíquids.

## Descripció
- Fa 4,4 cm de llargària màxima.[6][7]

## Hàbitat
És un peix marí i batidemersal que viu entre 370 i 500 m de fondària.

## Distribució geogràfica
Es troba a l'Atlàntic occidental: el mar Carib, el golf de Mèxic i el corrent del Golf fins al Cap Hatteras.

## Observacions
És inofensiu per als humans.